# Справа Arctic Sunrise

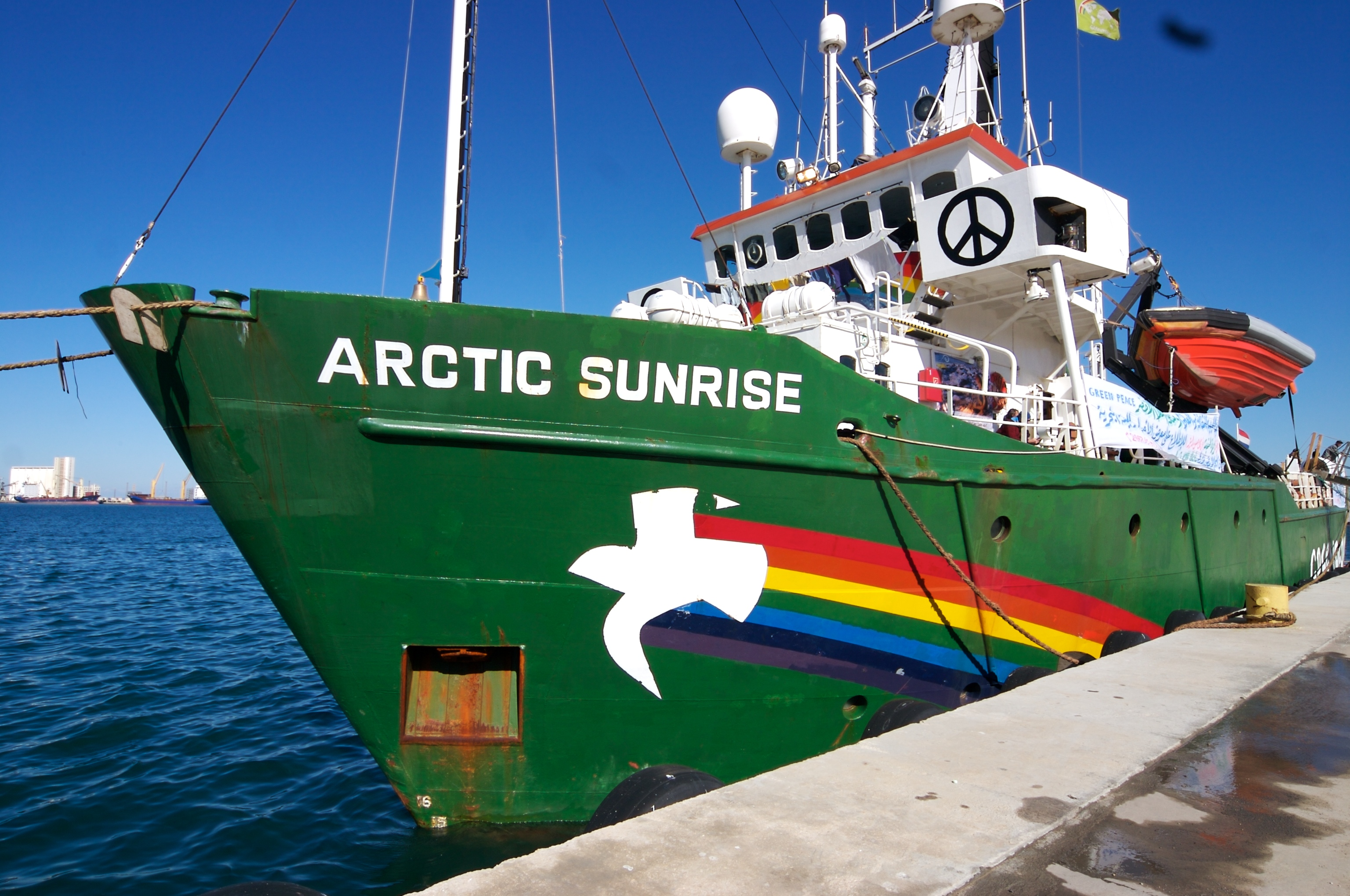
Судно «Arctic Sunrise»

Справа «Arctic Sunrise» — кримінальна справа, порушена Слідчим комітетом Росії проти активістів екологічної організації Ґрінпіс, які, на думку Слідчого комітету, 19 вересня 2013 року намагалися проникнути на російську нафтовидобувну платформу на Прирозломному родовищі в Печорському морі, що належала «Газпрому».
18 вересня 2013 року природоохоронна організація «Грінпіс» проводила протест на судні під нідерландським прапором Arctic Sunrise поблизу морської бурової платформи. За версією Ґрінпіс, 19 вересня активісти намагалися провести на нафтовидобувній платформі мирну акцію протесту проти видобутку нафти в Арктиці в рамках програми «Захистимо Арктику». Всі учасники акції, включно з коком, були затримані бійцями берегової охорони, судно було доправлене до Мурманська. За словами виконавчого директора «Грінпіс» Філа Редфорда, це була найжорстокіша протидія акціям організації з 1985 року, коли було підірване судно Rainbow Warrior.
Коментуючи акцію «Грінпіс», що відбулася восени 2013 року, президент Росії Володимир Путін повідомив, що дії екологів створювали загрозу життю працівників платформи і водолазів. «Коли на платформу лізуть, створюють надзвичайну ситуацію, там не одна могла бути помилка у оператора, а скільки завгодно. Крім усього іншого, у нас під водою водолази перебували, і їхнє життя реально було в небезпеці», — сказав він. Міністр закордонних справ Нідерландів Франс Тіммерманс заявив про незаконність затримання судна й звернувся до Трибуналу ООН з морського права.
Проти усіх членів акції та екіпажу судна (30 осіб 16 національностей) було відкрито кримінальну справу за піратство. Пізніше перекваліфікували справу на хуліганство. 26 грудня 2013 року всі 30 фігурантів справи про хуліганство отримали документи про закриття кримінальної справи у зв'язку з оголошеною амністією.

## Цікаві факти
- Один із учасників акції — Дмитро Павлович Літвинов, громадянин США і Швеції, прес-секретар Greenpeace — син відомого радянського дисидента Павла Літвінова та правнук рядянського наркома М. М. Літвінова[7].
- Серед ґрінпісівців був один українець — судновий кок Руслан Якушев.